# Pavel Nakhimov
Pavel Stepanovich Nakhimov (em russo:  Павел Степанович Нахимов, Oblast de Smolensk, 5 de julho de 1802 — Sebastopol, 12 de julho de 1855), foi um dos almirantes mais célebres da história naval russa. Ficou conhecido por ter comandado as forças navais e terrestres aquando do Cerco de Sebastopol, durante a Guerra da Crimeia.

## Biografia
Nascido em Gorodok, na região de Smolensk, era de família com origens nos judeus da montanha (do Cáucaso), e filho de um oficial da Marinha. Nakhimov entrou na Academia Naval para a Nobreza (Morskoy Dvoryanskiy Korpus) em São Petersburgo em 1815. Fez a primeira viagem marítima em 1817, a bordo da fragata Feniks ("Fénix"), às costas da Suécia e Dinamarca. Foi cedo promovido a oficial. Em Fevereiro de 1818 foi nomeado para a Frota do Báltico.
No início da sua carreira naval, a experiência de Nakhimov estava limitada às viagens no Mar Báltico, com uma viagem mais extensa do porto de Arkhangelsk no Mar Branco para a base naval de Kronstadt próximo de São Petersburgo. Em Março de 1822, foi destacado para a fragata Kreiser que, às ordens do explorador Mihail Petrovich Lazarev, deu a volta ao mundo. Terminada a viagem, que durou três anos, Nakhimov, durante uma licença , enamorou-se de uma rapariga judia com quem casou, contra as vontades de ambas as famílias, quando foi destacado para o navio Azov. Embarcado, participou na Batalha de Navarino.
Nakhimov, em 1853, comandou durante a Guerra da Crimeia a aniquilação da frota otomana em Sinop. Por isso, em consequência desta vitória russa, a Grã-Bretanha e a França intervieram no conflito fazendo o cerco a Sebastopol. Nakhimov distinguiu-se na organização das defesas da praça-forte, com os almirantes Istomin e Kornilov e com a ajuda do génio estratega Totleben.
A 10 de julho de 1855, enquanto inspeccionava as posições de defesa em Malakhov, Nakhimov foi mortalmente ferido por um sniper, e morre dois dias depois.
Nakhimov foi enterrado na Catedral de São Vladimir, em Sebastopol.
O seu nome foi dado a muitos navios de guerra da Marinha Imperial Russa e da Marinha Militar Soviética. Em 1944 Estaline instituiu a Ordem de Nakhimov, condecoração militar que a Federação Russa continua a atribuir aos seus militares.